# 가와사키 닌자 600R
가와사키 닌자 600R(영어: Kawasaki Ninja 600R)은 가와사키 중공업에서 1985년부터 1997년까지 생산했던 모터사이클이다.